# Mount Rainier (Maryland)
Pour les articles homonymes, voir Mount Rainier (homonymie).
Mount Rainier est une ville du comté du Prince George dans l'état du Maryland.
Sa population était de 8 333 habitants en 2020.